# Simone Lorenzo Salvi
Simone Lorenzo Salvi OSB (* 28. Oktober 1879 in Lama dei Peligni; † 26. Mai 1964) war ein italienischer römisch-katholischer Ordensgeistlicher, Bischof und Abtordinarius der Territorialabtei Subiaco.

## Leben
Simone Lorenzo Salvi trat der Ordensgemeinschaft der Benediktiner bei und legte am 3. Dezember 1895 die Profess ab. Er empfing am 19. Oktober 1902 das Sakrament der Priesterweihe. 
Am 10. November 1917 wurde Pater Simone Lorenzo Salvi von Papst Benedikt XV. zum Abtordinarius der Territorialabtei Subiaco ernannt. Papst Pius XI. ernannte ihn am 30. September 1927 zudem zum Titularbischof von Diocaesarea in Palaestina. Salvis bischöfliches Leitwort lautete: Spe Salvi Facti Sumus – Auf Hoffnung hin sind wir gerettet. Der Sekretär des Heiligen Offiziums, Rafael Kardinal Merry del Val, spendete ihm am 28. Oktober desselben Jahres die Bischofsweihe; Mitkonsekratoren waren der Erzbischof von Salerno-Acerno, Carlo Gregorio Maria Grasso OSB, und der emeritierte Apostolische Nuntius in Argentinien und Paraguay, Beda Giovanni Cardinale OSB.